# Melanagromyza bispinosa
Melanagromyza bispinosa är en tvåvingeart som beskrevs av Mitsuhiro Sasakawa 1963. Melanagromyza bispinosa ingår i släktet Melanagromyza och familjen minerarflugor. Inga underarter finns listade i Catalogue of Life.